# Европско првенство у кошарци за жене 1954.
Европско првенство у кошарци за жене 1954. било је 4. регионално првенство које је ФИБА Европа одржала за жене. Такмичење је одржано у Београду, Југославија у периоду од 4. до 13. јуна 1954. године. Совјетски Савез је освојио своју трећу узастопну златну медаљу, а Чехословачка и Бугарска су освојиле сребро, односно бронзу.

## Такмичење

### Групе
Екипе су биле подељене у две групе по три и једну групу од четири. Прва два из сваке групе ишла би у финалну рунду која је одредила првих шест места. Преостале екипе су ишле у класификациони круг да би одредиле места од седмог до десетог.

### Група А
| Табела | Тим       | Победа | Пораз | Поени | Разлика |
| ------ | --------- | ------ | ----- | ----- | ------- |
| 1      | Мађарска  | 2      | 1     | 5     | +40     |
| 2      | Француска | 2      | 1     | 5     | +74     |
| 3      | Италија   | 2      | 1     | 5     | +10     |
| 4      | Аустрија  | 0      | 3     | 3     | −124    |

|  |  | Француска 92, Аустрија 21 |

|  |  | Италија 52, Мађарска 50 |

|  |  | Мађарска 69, Аустрија 34 |

|  |  | Француска 51, Италија 41 |

|  |  | Италија 38, Аустрија 20 |

|  |  | Мађарска 34, Француска 27 |

### Група Б
| Табела | Тим             | Победа | Пораз | Поени | Разлика |
| ------ | --------------- | ------ | ----- | ----- | ------- |
| 1      | Совјетски Савез | 2      | 0     | 4     | +100    |
| 2      | Југославија     | 1      | 1     | 3     | +50     |
| 3      | Немачка         | 0      | 2     | 2     | −150    |

|  |  | Југославија 69, Немачка 14 |

|  |  | СССР 48, Југославија 43 |

|  |  | СССР 106, Немачка 11 |

### Група Ц
| Табела | Тим          | Победа | Пораз | Поени | Разлика |
| ------ | ------------ | ------ | ----- | ----- | ------- |
| 1      | Бугарска     | 2      | 0     | 4     | +66     |
| 2      | Чехословачка | 1      | 1     | 3     | +39     |
| 3      | Данска       | 0      | 2     | 2     | −105    |

|  |  | Чехословачка 76, Данска 19 |

|  |  | Бугарска 68, Данска 20 |

|  |  | Бугарска 78, Чехословачка 60 |

### Квалификациона рунда
| Табела | Тим      | Победа | Пораз | Поени | Разлика |
| ------ | -------- | ------ | ----- | ----- | ------- |
| 1      | Италија  | 3      | 0     | 6     | +97     |
| 2      | Аустрија | 2      | 1     | 5     | −36     |
| 3      | Немачка  | 1      | 2     | 4     | −21     |
| 4      | Данска   | 0      | 3     | 3     | −40     |

|  |  | Аустрија 33, Немачка 25 |

|  |  | Италија 57, Данска 34 |

|  |  | Немачка 33, Данска 21 |

|  |  | Италија 60, Немачка 35 |

|  |  | Италија 73, Аустрија 24 |

|  |  | Аустрија 33, Данска 28 |

## Финална рунда
| Rank | Team            | W | L | Pts | Diff |
| ---- | --------------- | - | - | --- | ---- |
| 1    | Совјетски Савез | 5 | 0 | 10  | +106 |
| 2    | Чехословачка    | 4 | 1 | 9   | +39  |
| 3    | Бугарска        | 3 | 2 | 8   | +34  |
| 4    | Мађарска        | 2 | 3 | 7   | −28  |
| 5    | Југославија     | 1 | 4 | 6   | −96  |
| 6    | Француска       | 0 | 5 | 5   | −55  |

|  |  | Совјетски Савез 60, Француска 48 |

|  |  | Чоехословачка 48, Мађарска 38 |

|  |  | Бугарска 55, Југославија 30 |

|  |  | Бугарска 49, Француска 37 |

|  |  | Мађарска 62, Југославија 50 |

|  |  | Совјетки Савез 69, Чехословачка 62 |

|  |  | Чехословачка 71, Француска 56 |

|  |  | Совјетски Савез 81, Југославија 32 |

|  |  | Бугарска 56, Мађарска 43 |

|  |  | Чехословачка 68, Југославија 54 |

|  |  | Совјетски Савез 65, Бугарска 56 |

|  |  | Мађарска 58, Француска 46 |

|  |  | Југославија 54, Француска 50 |

|  |  | Совјетски Савез 76, Мађарска 47 |

|  |  | Чехословачка 57, Бугарска 50 |